# Isola di Tokunoshima
Tokunoshima (徳之島? nella lingua di Amami: とゥクヌシマ, Tukunushima) è un'isola che fa parte del gruppo delle Amami, situato nella zona centro-settentrionale dell'arcipelago delle Ryūkyū, nell'estremità meridionale del Giappone.

## Amministrazione
Il territorio dell'isola è suddiviso in tre municipalità:
- Cittadina di Tokunoshima, nella parte orientale dell'isola
- Cittadina di Amagi, nella parte occidentale
- Cittadina di Isen, nella parte meridionale

Le cittadine, assieme ad altre municipalità delle Amami, formano il distretto di Ōshima. Il distretto a sua volta forma, con la città di Amami, la Sottoprefettura di Ōshima, che comprende tutti i territori delle Amami e cade sotto la giurisdizione della Prefettura di Kagoshima.

## Geografia
Tokunoshima è isolata dalle altre Amami e si trova a metà strada tra le isole di Amami Ōshima e Okinoerabujima, dalle quali dista diverse decine di chilometri. Nel centro dell'isola si trova il Monte Inokawa (645 m) ed a nord il monte Amagi (533 m), coperti da foreste di laurisilva. I rilievi lasciano posto ad un'area coltivabile piuttosto estesa, la più grande delle Amami. Vi sono molte grotte, la più lunga delle quali misura 2.052 m e si trova nella zona di Isen.

## Fauna
L'isola ospita diverse specie rare endemiche dell'isola stessa o più in generale delle Ryūkyū. Solo a Tokunoshima e ad Amami Ōshima si trova il pentalagus furnessi, detto coniglio di Amami, che con i suoi 3.000/5.000 esemplari è considerato a rischio di estinzione. Endemico dell'isola è il tokudaia tokunoshimensis, detto ratto spinoso di Tokunoshima, un roditore della famiglia dei Muridi anch'esso a rischio di estinzione. Altro topo di Tokunoshima è il ratto arboricolo delle Ryukyu (Diplothrix legata), che si trova anche nelle Okinawa e ad Amami Ōshima. L'echinotriton andersoni è una specie di salamandra tipica delle Amami, di Okinawa e di Taiwan. Anche la velenosa vipera Ovophis okinavensis ed il ragno heptathela kanenoi sono specie rare che si trovano nell'isola.

## Trasporti
L'Aeroporto di Tokunoshima si trova nel comune di Amagi ed è collegato con gli aeroporti di Kagoshima e di Amami dai voli della Japan Air Commuter, una consociata della Japan Airlines.
Al porto di Kametoku, situato nel territorio comunale di Tokunoshima, si fermano traghetti diretti alle isole Okinawa provenienti da Kagoshima e da Kōbe. Al porto di Hetono, che si trova ad Amagi, si fermano traghetti provenienti da Amami e Kagoshima.